# Brod s robljem
Brod s robljem (engleski: The Slave Ship), ulje na platnu iz umjetničkog muzeja u Bostonu, je jedna od najspektakularnijih vizija Williama Turnera koja ilustrira književno djelo u zamrljanoj izmaglici.

## Odlike
Izvorni naziv slike je bio Robovlasnici bacaju mrtve i umiruće preko palube u približavanju tajfuna, i poput Splava Meduza T. Gericaulta, ima više značenja. Turner ju je zapčeo nakon što je pročitao o događajima na jednom brodu s robljem. Naime, izbila je epidemija na brodu i kapetan je odlučio baciti preko palube svoj teret ljudi, jer je bio osiguran za gubitak robe u moru, ali ne i protiv bolesti. Turner je također mislio na stihove pjesme “Doba” Jamesa Thompsona, u kojoj on opisuje kako tijekom tajfuna brodove prate jata morskih pasa: “Namamljeni uspuhanom masom ljudi, mirisom bolesti i smrti” .
Nameću se pitanja: Da li kapetan baca u more ljude kako bi olakšao brod prije oluje, ili je pak oluja osveta prirode za kapetanovu okrutnost? U svakom slučaju, niti jedna oluja (od mnogih) koju je Turner naslikao nije ovako apokaliptična. Na njoj se doimlje kako će kozmička katastrofa, utjelovljena u tijelima fantastičnih proždrljivih riba, progutati sve, a ne samo “grešnog” kapetana.
U svakom slučaju, jedan od razloga nastanka slike je u simpatijama Turnera prema abolicionistima koji su se borili za ukidanje ropstva. 
Turnerova mrljava magla u kojoj je uronjena cijela slika stvara dojam “vrhunaravne” apstraktne vizualizacije čistih emocija. Njegov suvremenik, teoretičar umjetnosti John Ruskin, i vlasnik slike Brod s robljem, je hvalio Turnerovo slikarstvo kao “iskreno, lijepo i intelektualno”, te potpuno drukčije od njegovih slikarskih suvremenika. On je poistovjetio dojam njegovih fantazmagoričnih vizija s moralnom nadmoći gotike kojoj se divio i zbog koje je pokrenuo neo-gotički pokret.